# Ladis
Ladis é um município da Áustria, situado no distrito de Landeck, no estado do Tirol. Tem 7,1 km² de área e sua população em 2019 foi estimada em 529 habitantes.